# Ray Alder
Ray Alder, nome d'arte di Ray Balderrama (San Antonio, 20 agosto 1967), è un cantante statunitense, noto per essere il cantante della band progressive metal Fates Warning dal 1987.

## Biografia

### Gli inizi ed i Fates Warning
Ray Alder ha iniziato la carriera come cantante nei Syrus, band di power metal americano (dalle influenze prog) di San Antonio, Texas. Con loro registra un demo di cinque canzoni, nel 1987, pubblicato postumo - in edizione limitata in vinile, poi in CD - in una compilation, edita dalla Steel Legacy Records.
Grande fan dei pionieri del progressive metal Fates Warning, ed in particolare del loro cantante John Arch, con la dipartita di quest'ultimo - su suggerimento del suo manager - decide di provare ad entrare nella band, registrando un demo di quattro tracce. Inizialmente scartato per Chris Cronk, viene poi successivamente scelto come nuovo cantante dei Fates Warning, ruolo che ricopre tuttora.
Con i Fates Warning, ha iniziato a scrivere alcuni testi dal 1994: Down To The Wire su Inside Out, One, Pieces of Me (con Jim Matheos) e Something From Nothing su Disconnected, Simple Human, Heal Me e Crawl da FWX. Dall'undicesimo disco, ha iniziato ad avere un ruolo primario nella scrittura dei testi e delle melodie vocali, risultando coautore di brani quali: One Thousand Fire (con Matheos, Frank Aresti),  I Am (con Matheos, Bobby Jarzombek), O Chloroform (con Matheos, Kevin Moore), Firefly, Desire, Falling, Lighthouse, Into The Black (con Matheos) in Darkness in a Different Light; From the Rooftops (con Matheos, Jarzombek), Seven Stars, SOS, The Light and Shade of Things, White Flag, Like Stars Our Eyes Have Seen (con Matheos) in Theories of Flight.